# Bell ATV
Die Bell Model 65 ATV war ein Anfang der 1950er Jahre entwickeltes experimentelles VTOL-Flugzeug des Herstellers Bell Aircraft Corporation.

## Geschichte
Bereits 1941 reichte A.M. Young von Bell ein Patent ein, das einen Heckstarter mit gegenläufig rotierenden Rotoren beinhaltete. Diesen ersten Konzepten folgte 1944 die Konstruktion eines strahlgetriebenen Heckstarters, der als Young's Convertiplane, nach dem Chefentwickler Young oder als Model 50 Convert-O-Plane bezeichnet wurde.
Die Studien wurden 1950 wieder aufgenommen als das Bureau of Aeronautics einen Wettbewerb für ein VTOL-Jagdflugzeug ausschrieb. Im Gegensatz zu den Mitbewerbern Lockheed (XFV) und Convair (XFY), die beide jeweils einen Heckstarter vorschlugen, sah das Konzept von Bell einen Start aus der normalen horizontalen Lage vor. Im Jahr 1951 erhielt Bell den Auftrag zur Erstellung einer Machbarkeitsstudie. Bell ging dann noch einen Schritt weiter und erstellte auch ein flugfähiges Testexemplar. Die Bell ATV (Air Test Vehicle) wurde unter der Vorgabe einer größtmöglichen Kosteneinsparung gebaut. So setzte sich die Zelle zusammen aus den Tragflächen einer Cessna 170, dem Rumpf eines Segelflugzeugs von Schweizer Aircraft und dem Kufenfahrwerk einer Bell 47. Zwei Fairchild J44 Kleintriebwerke, die auf beiden Rumpfseiten drehbar befestigt waren, sorgten für den Antrieb. Der auf dem Rumpfrücken angebrachte Gasgenerator eines Turbomeca-Palouste-Strahltriebwerks diente der Erzeugung von Druckluft zur Lagesteuerung. Hierzu führten Rohre zu den Tragflächenenden und zum Heck, aus denen die Luft mit einem Durchsatz von 1,2 kg/s austreten konnte. Der Übergang vom horizontalen zum vertikalen Flug und zurück (Transition) wurde durch Drehung der Haupttriebwerke um 90° ermöglicht.
Die ATV wurde bis Dezember 1953 fertiggestellt und führte im Januar 1954 den ersten Schwebeflug durch. Einen Monat später zerstörte ein fehlerhaftes Verdichterrad des rechten Triebwerks die Treibstoffleitungen und verursachte ein Feuer. Die beschädigte Maschine konnte repariert werden und den Testbetrieb wieder aufnehmen. Im Frühling 1955 wurde das Erprobungsprogramm beendet, nachdem die ATV bis dahin lediglich 4½ Flugstunden im Schwebeflug und konventionellen Flügen absolviert hatte. Eine Transition wurde im gesamten Programm nicht durchgeführt.
Die ATV ist im Besitz des National Air and Space Museums, wird dort aber derzeit (2017) nicht ausgestellt.

## Technische Daten
| Kenngröße  | Daten                                        |
| ---------- | -------------------------------------------- |
| Besatzung  | 1                                            |
| Länge      | 6,40 m                                       |
| Spannweite | 7,93 m                                       |
| Startmasse | 900 kg (geschätzt)                           |
| Triebwerke | 2 Fairchild J44 mit je 4,9 kN (500 kp) Schub |